# Hennepin-Island-Tunnel

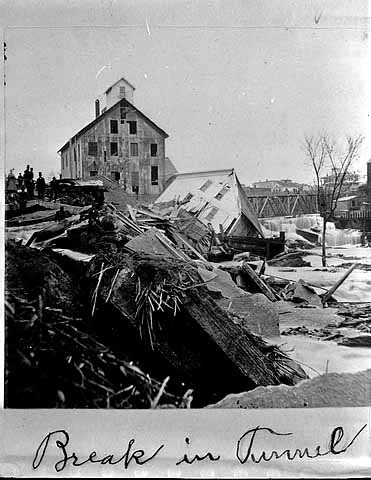
Einsturz des Hennepin-Island-Tunnels 1869 bei den Saint-Anthony-Fällen.

Der Hennepin-Island-Tunnel war ein 2500 Fuß (etwa 760 m) langer Tunnel in Saint Anthony (heute Teil von Minneapolis), der zwischen 1868 und 1869 unter dem Flussbett des Mississippi Rivers gegraben wurde, um einen Abflusskanal zur Wasserkraftgewinnung für Säge- und Getreidemühlen zu schaffen, die oberhalb der Saint-Anthony-Fälle angesiedelt waren. Der Tunnel lief von Nicollet Island flussabwärts unter Hennepin Island hindurch und hatte seinen Ausgang unterhalb der Wasserfälle.
Während des Tunnelbaus brach der Fluss am 5. Oktober 1869 durch die dünne Decke aus Kalkstein, die das Flussbett vom Tunnel trennte. Der Fluss durchspülte den Tunnel, höhlte Teile von Hennepin Island aus und verursachte den Zusammenbruch des unterstützenden Erdreiches auf der stromaufwärts gelegenen Seite der Wasserfälle. Es gab ernsthafte Befürchtungen, dass das Flussbett zerbröckeln und die Saint-Anthony-Fälle zu einer langen Reihe von Stromschnellen umgewandelt würden. Innerhalb weniger Wochen wurden Dämme gebaut, um den Fluss abzuhalten und damit das Wegspülen der Fälle zu stoppen. Die Maßnahme war allerdings nur temporär, weil die Frühjahrsfluten 1870 einige der neuen Staudämme beschädigten und noch größere Teile von Hennepin Island wegspülten. Bis zum Herbst 1870 wurden Flussbett und Ufer weiter stabilisiert und ein hölzernes Wehr oberhalb der Wasserfälle errichtet. Als direkte Folge des Einsturzes haben die Saint-Anthony-Fälle schließlich das Betonwehr erhalten, die einen künstlichen Wasserfall schufen, den einzigen größeren Wasserfall am Mississippi River.
Der frühere Tunnel liegt etwa 1650 Meter stromaufwärts von der im Jahre 2007 eingestürzten Interstate-35W-Mississippi-River-Brücke.

## Geschichte
Hennepin Island war nach dem Entdecker, katholischen Priester und Franziskaner Louis Hennepin (* 12. Mai 1626; † etwa 1705) benannt worden. Die Unternehmer William W. Eastman und John L. Merriam hatten 1865 die benachbarte Insel, Nicollet Island, gekauft, weil sie die Idee hatten, einen Tunnel von Nicollet Island aus unter den Saint-Anthony-Fällen hindurch zu graben, um zur Gewinnerzielung den verschiedenen Getreidemühlen und Sägewerken, die oberhalb der Wasserfälle angesiedelt waren, einen Mühlkanal zur Verfügung zu stellen. Der Tunnel sollte ein Teil eines Systems von wasserbaulichen Einrichtungen werden, zugunsten der Industriebetriebe, von denen das Wachstum Minneapolis' abhängig war. Das Projekt war dazu bestimmt, durch die Wasserkraft die Ansiedlung weiterer Industriebetriebe auf Nicollet Island zu ermöglichen.
Die Saint-Anthony-Fälle bestehen aus einer harten Kalkstein-Kappe, die auf weichem Sandstein sitzt. Noch vor 10.000 Jahren befanden sich die Wasserfälle dort, wo sich heute Fort Snelling befindet, an der Mündung in den glazialen River Warren. Während der darauffolgenden Jahrtausende hat der Fluss den Sandstein erodiert und dadurch den daraufsitzenden Kalkstein untergraben, wodurch die Wasserfälle langsam flussaufwärts gewandert sind, bis sie an ihrer jetzigen Lage anlangten.
Die Arbeiter begannen 1868, einen 2500 Fuß langen Tunnel unter dem Flussbett zu graben, der von Nicollet Island flussabwärts unter Hennepin Island hindurch führte und unterhalb der Wasserfälle wieder zum Vorschein kommen sollte. Für die Dauer eines Jahres gruben die Arbeiter sich durch den weichen Sandstein, der unter der dünnen Kalksteinschicht liegt, durch die das Flussbett gebildet wird. Dann, im Oktober 1869, begann das Wasser von oben in den Tunnel zu sickern.

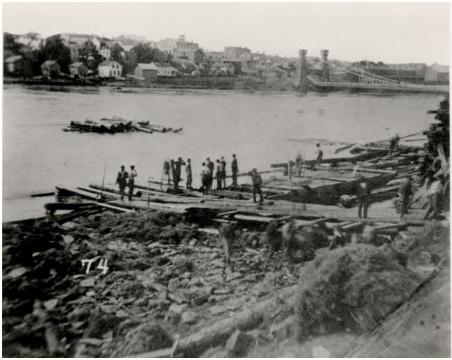
Kurz nach dem Einsturz des Tunnels aufgenommenes Foto. Eine Gruppe von Männern sortiert Baumstämme auf Nicollet Island. Eine Barke ist im Vordergrund zu sehen und die Häuser von Saint Anthony im Hintergrund.

Am 5. Oktober 1869 brach der Fluss durch die dünne Kalksteinschicht. Der rauschende Strom durchspülte den Tunnel, brachte Teile von Hennepin Island zum Nachgeben und verursachte den Einbruch des Erdreiches, das die Saint-Anthony-Fälle einbettete. Es gab unmittelbar Befürchtungen, dass das Flussbett zerbröckeln könnte und dadurch die Wasserfälle in eine lange Reihe von Stromschnellen verwandelt würden. Ein Zeitzeuge erinnert sich,
„Ladeneigentümer hasteten zu den Wasserfällen, nahmen ihre Verkäufer mit sich; die Bäcker verließen ihre Öfen, die Holzarbeiter wurden von den Mühlen geschickt, die Friseure ließen ihre Kunden unrasiert; Handwerker ließen ihre Werkzeuge fallen; die Anwälte schlossen ihre Bücher und hörten auf, Eingaben am Gericht zu machen; die Ärzte verließen ihre Praxen. In den Straßen sah man Hunderte auf ihrem Weg zu den Wasserfällen eilend.“
Augenblicklich begannen die Arbeiten, um den Tunnel zu verstopfen und Hunderte von Freiwilligen verwendeten Holz und Steine dafür. Der Fluss spülte diese aber ohne Probleme weg. Nach einigen Wochen verbesserte sich die Situation und Dämme wurden gebaut, um den Fluss abzuleiten und das Wegspülen der Wasserfälle zu verhindern. Die Reparatur war nur zeitweilig, denn die Frühjahrsfluten 1870 rissen einige der neuen Dämme auf und spülten noch mehr Erdreich von Hennepin Island weg. Außerdem brach das Erdreich unter der Summit-Getreidemühle, Moultons mechanischem Hobel und einem Kornhaus ein und diese Gebäude stürzten in den Fluss.
Bis zum Herbst 1870 waren das Flussbett und die Uferbänke jedoch stabilisiert und ein hölzernes Wehr schützte die gebeutelten Saint-Anthony-Fälle gegen die weitere rückschreitende Erosion. Das Wehr bedeckte die zerklüfteten Felsen der Fälle und zähmte das tänzelnde Wasser.

## Folgen
Der umfassende Schaden, der durch den Einbruch des Hennepin-Island-Tunnel verursacht wurde, brachte Rechtsstreitigkeiten und den Ruf nach politischen Veränderungen mit sich. Eine zentrale Frage hierbei war damals, ob der örtliche Steuerzahler für Reparaturmaßnahmen aufzukommen habe, die lediglich die Unternehmer am Flussufer begünstigten. Der Kollaps des Tunnels war letztlich einer der Faktoren, der 1872 den Zusammenschluss von St. Anthony und Minneapolis bewirkte. Zur Erleichterung der örtlichen Bevölkerung führte das United States Army Corps of Engineers die Reparaturarbeiten unter der Annahme durch, dass damit die Schiffbarkeit auf dem Fluss sichergestellt werde und verwendete Bundesmittel dazu. Sieben Jahre nach dem Tunneleinsturz, 1876, waren die Wasserfälle mit einem unterirdischen Damm und weiteren niedrigen Dämmen gesichert, die noch heute oberhalb der Stone Arch Bridge vorhanden sind. Bis 1880 hatte das Army Corps of Engineers noch ein Betonwehr eingebaut und damit die heutigen künstlichen Wasserfälle erschaffen. Die Bundesregierung gab 615.000 US-Dollar für diese Bemühungen aus, die beiden Städte St. Anthony und Minneapolis bezahlten 334.500 US-Dollar der Kosten.